# Барсукова, Софья Алексеевна
Софья Алексеевна Барсукова — российский физик, лауреат Государственной премии СССР.

## Биография
Родилась 25.11.1929 г. в Копейске Челябинской области.
В 1947 г. поступила на физический факультет Уральского государственного университета. В 1950 году перевелась на тот же факультет МГУ, который окончила в декабре 1952 года по кафедре «Распространение радиоволн».
С 1953 по 2008 г. работала в Московском НИИ Минрадиопрома СССР (НИЭМИ, сейчас «Алмаз — Антей»): инженер, старший инженер, ведущий конструктор, начальник лаборатории, начальник сектора, начальник научно-исследовательского отдела (отдел № 30, «антенный отдел»), главный конструктор по техническому направлению, заместитель главного конструктора по большинству крупных разработок НИЭМИ (в том числе систем ПВО «С-300В» и «ТОР»), научный руководитель ряда научно-исследовательских работ.
С 2008 г. на пенсии.
Кандидат технических наук, старший научный сотрудник.
Лауреат Государственной премии СССР (1978), Заслуженный машиностроитель Российской Федерации, Почётный радист СССР. Награждена орденам Ленина, Трудового Красного Знамени.

## Личная жизнь
Муж — Василий Александрович Смирнов, сын — Алексей.